# FC Sjinnik Jaroslavl
FC Sjinnik Jaroslavl (russisk: Футбольный клуб «Шинник» Ярославль) er en russisk fodboldklub, med base i Jaroslavl.
Fra 1957 til 1960 blev holdet kaldet Khimik.

## Eksterne links
- Officiel hjemmeside Arkiveret 7. juli 2007 hos  Wayback Machine